# Bouguerplatte
Die Bouguerplatte ist ein Modell der Gravimetrie, um die Bougueranomalie zu erhalten. Die Schweremessungen werden auf ein Referenzniveau korrigiert, um Vergleichbarkeit unterschiedlicher Messungen zu ermöglichen. Die Bouguerplatte ist eine unendlich ausgedehnte Platte der Dicke zwischen den Messpunkten und dem Referenzniveau. Die Schwerebeschleunigung auf diese Platte wirkt senkrecht, und ihre Dichte ist homogen.
Die einfache Bouguerplatte kann je nach Modell flach oder sphärisch gewählt werden und vernachlässigt Einflüsse der Topologie. Die komplette Bouguerplatte bezieht Einflüsse der Topologie mit ein.

## Grundlagen
Die mathematische Grundlage der Bouguerplatte ist die Vertikalkomponente der Schwerebeschleunigung {\displaystyle g}. Diese wird auf eine unendlich ausgedehnte Schicht der Dicke h angewandt:
{\displaystyle \delta g_{B}=2\pi \cdot G\cdot \rho \cdot h}
In dieser Formel ist
- G die Gravitationskonstante
- {\displaystyle \rho } die durchschnittliche Gesteinsdichte der Platte; üblicherweise wird {\displaystyle \rho =2670\,\mathrm {\frac {kg}{m^{3}}} } angenommen.

Man erhält also eine durchschnittliche Korrektur von
{\displaystyle \Rightarrow {\frac {\delta g_{B}}{h}}=2\pi \cdot G\cdot \rho =0,1119\,\mathrm {\frac {mGal}{m}} }

## Anwendung
Die Bouguerplatte kann bei Landmessungen und marinen Messungen angewandt werden.

### Landmessung
Der Massenüberschuss einer unendlich ausgedehnten Platte wird von den Messungen abgezogen. Die Dichte der Bouguerplatte wird aus der lokalen Geologie geschlossen. Aus dieser Korrektur erhält man die Bougueranomalie. Bei einem Massenüberschuss erhält man eine positive Bougueranomalie.

### Marine Messung
Der Meeresspiegel wird als Referenzniveau gewählt. In diesem Fall sind Freiluftanomalie und Bougueranomalie identisch. Eine Reduktion auf ein Referenzniveau ist unnötig. Allerdings wendet man eine inverse Bouguerplatte an, da die Dichte des Wassers niedriger ist als die der Kruste. Die fehlende Masse wird zwischen dem Meeresboden und dem Referenzniveau ausgeglichen. Die Bathymetrie hat großen Einfluss auf die Messung. Aus diesem Grund wird die komplette Bouguerplatte bevorzugt.